# Wereldkampioenschap superbike van Donington 2001
Het wereldkampioenschap superbike van Donington 2001 was de zesde ronde van het wereldkampioenschap superbike en de vijfde ronde van het wereldkampioenschap Supersport 2001. De races werden verreden op 27 mei 2001 op Donington Park in North West Leicestershire, Verenigd Koninkrijk.

## Superbike

### Race 1
| Pos | Nr  | Rijder              | Constructeur | Rondes | Tijd        | Grid | Punten |
| --- | --- | ------------------- | ------------ | ------ | ----------- | ---- | ------ |
| 1   | 100 | Neil Hodgson        | Ducati       | 25     | 39:46.490   | 2    | 25     |
| 2   | 4   | Pierfrancesco Chili | Suzuki       | 25     | +2.692      | 10   | 20     |
| 3   | 61  | Steve Hislop        | Ducati       | 25     | +2.830      | 1    | 16     |
| 4   | 8   | Tadayuki Okada      | Honda        | 25     | +4.018      | 13   | 13     |
| 5   | 1   | Colin Edwards       | Honda        | 25     | +4.641      | 4    | 11     |
| 6   | 155 | Ben Bostrom         | Ducati       | 25     | +5.393      | 3    | 10     |
| 7   | 11  | Rubén Xaus          | Ducati       | 25     | +12.070     | 7    | 9      |
| 8   | 52  | James Toseland      | Ducati       | 25     | +20.773     | 11   | 8      |
| 9   | 24  | Stéphane Chambon    | Suzuki       | 25     | +20.975     | 15   | 7      |
| 10  | 6   | Gregorio Lavilla    | Kawasaki     | 25     | +24.616     | 12   | 6      |
| 11  | 3   | Troy Corser         | Aprilia      | 25     | +24.951     | 8    | 5      |
| 12  | 55  | Régis Laconi        | Aprilia      | 25     | +25.170     | 17   | 4      |
| 13  | 21  | Troy Bayliss        | Ducati       | 25     | +27.600     | 5    | 3      |
| 14  | 5   | Akira Yanagawa      | Kawasaki     | 25     | +40.585     | 9    | 2      |
| 15  | 51  | Martin Craggill     | Ducati       | 25     | +45.330     | 19   | 1      |
| 16  | 7   | Juan Borja          | Yamaha       | 25     | +49.316     | 25   |        |
| 17  | 99  | Steve Martin        | Ducati       | 25     | +49.598     | 20   |        |
| 18  | 22  | Lucio Pedercini     | Ducati       | 25     | +1:01.816   | 14   |        |
| 19  | 46  | Mauro Sanchini      | Ducati       | 25     | +1:05.719   | 24   |        |
| 20  | 36  | Broc Parkes         | Ducati       | 25     | +1:12.360   | 22   |        |
| 21  | 41  | Ludovic Holon       | Kawasaki     | 24     | +1 ronde    | 27   |        |
| 22  | 92  | Nigel Arnold        | Honda        | 23     | +2 ronden   | 29   |        |
| DNF | 20  | Marco Borciani      | Ducati       | 13     | Uitgevallen | 21   |        |
| DNF | 35  | Giovanni Bussei     | Ducati       | 4      | Uitgevallen | 18   |        |
| DNF | 23  | Jiří Mrkývka        | Ducati       | 4      | Uitgevallen | 28   |        |
| DNF | 60  | John Reynolds       | Ducati       | 3      | Uitgevallen | 6    |        |
| DNF | 33  | Robert Ulm          | Ducati       | 3      | Uitgevallen | 16   |        |
| DNF | 27  | Bertrand Stey       | Honda        | 1      | Ongeluk     | 23   |        |
| DNF | 31  | Michele Malatesta   | Kawasaki     | 1      | Uitgevallen | 26   |        |

### Race 2
| Pos | Nr  | Rijder              | Constructeur | Rondes | Tijd        | Grid | Punten |
| --- | --- | ------------------- | ------------ | ------ | ----------- | ---- | ------ |
| 1   | 4   | Pierfrancesco Chili | Suzuki       | 25     | 39:30.374   | 10   | 25     |
| 2   | 100 | Neil Hodgson        | Ducati       | 25     | +0.125      | 2    | 20     |
| 3   | 3   | Troy Corser         | Aprilia      | 25     | +0.556      | 8    | 16     |
| 4   | 155 | Ben Bostrom         | Ducati       | 25     | +7.414      | 3    | 13     |
| 5   | 60  | John Reynolds       | Ducati       | 25     | +9.368      | 6    | 11     |
| 6   | 1   | Colin Edwards       | Honda        | 25     | +11.718     | 4    | 10     |
| 7   | 8   | Tadayuki Okada      | Honda        | 25     | +11.872     | 13   | 9      |
| 8   | 5   | Akira Yanagawa      | Kawasaki     | 25     | +13.053     | 9    | 8      |
| 9   | 21  | Troy Bayliss        | Ducati       | 25     | +16.536     | 5    | 7      |
| 10  | 11  | Rubén Xaus          | Ducati       | 25     | +18.237     | 7    | 6      |
| 11  | 55  | Régis Laconi        | Aprilia      | 25     | +18.617     | 17   | 5      |
| 12  | 24  | Stéphane Chambon    | Suzuki       | 25     | +19.467     | 15   | 4      |
| 13  | 6   | Gregorio Lavilla    | Kawasaki     | 25     | +19.653     | 12   | 3      |
| 14  | 36  | Broc Parkes         | Ducati       | 25     | +40.619     | 22   | 2      |
| 15  | 35  | Giovanni Bussei     | Ducati       | 25     | +48.451     | 18   | 1      |
| 16  | 51  | Martin Craggill     | Ducati       | 25     | +48.844     | 19   |        |
| 17  | 7   | Juan Borja          | Yamaha       | 25     | +48.983     | 25   |        |
| 18  | 99  | Steve Martin        | Ducati       | 25     | +57.768     | 20   |        |
| 19  | 33  | Robert Ulm          | Ducati       | 25     | +1:08.670   | 16   |        |
| 20  | 31  | Michele Malatesta   | Kawasaki     | 25     | +1:16.547   | 26   |        |
| 21  | 27  | Bertrand Stey       | Honda        | 24     | +1 ronde    | 23   |        |
| 22  | 41  | Ludovic Holon       | Kawasaki     | 24     | +1 ronde    | 27   |        |
| 23  | 92  | Nigel Arnold        | Honda        | 24     | +1 ronde    | 29   |        |
| DNF | 20  | Marco Borciani      | Ducati       | 19     | Uitgevallen | 21   |        |
| DNF | 52  | James Toseland      | Ducati       | 10     | Uitgevallen | 11   |        |
| DNF | 46  | Mauro Sanchini      | Ducati       | 10     | Uitgevallen | 24   |        |
| DNF | 61  | Steve Hislop        | Ducati       | 8      | Uitgevallen | 1    |        |
| DNF | 23  | Jiří Mrkývka        | Ducati       | 5      | Uitgevallen | 28   |        |
| DNF | 22  | Lucio Pedercini     | Ducati       | 2      | Ongeluk     | 14   |        |

## Supersport
| Pos | Nr | Rijder               | Constructeur | Rondes | Tijd         | Grid | Punten |
| --- | -- | -------------------- | ------------ | ------ | ------------ | ---- | ------ |
| 1   | 2  | Paolo Casoli         | Yamaha       | 23     | 37:30.193    | 2    | 25     |
| 2   | 5  | Karl Muggeridge      | Suzuki       | 23     | +8.585       | 3    | 20     |
| 3   | 1  | Jörg Teuchert        | Yamaha       | 23     | +8.730       | 8    | 16     |
| 4   | 69 | James Whitham        | Yamaha       | 23     | +8.808       | 11   | 13     |
| 5   | 37 | Katsuaki Fujiwara    | Suzuki       | 23     | +9.066       | 4    | 11     |
| 6   | 12 | Piergiorgio Bontempi | Yamaha       | 23     | +10.096      | 12   | 10     |
| 7   | 49 | Karl Harris          | Suzuki       | 23     | +13.413      | 5    | 9      |
| 8   | 11 | Kevin Curtain        | Honda        | 23     | +13.673      | 14   | 8      |
| 9   | 9  | Fabrizio Pirovano    | Suzuki       | 23     | +14.406      | 7    | 7      |
| 10  | 8  | Andrew Pitt          | Kawasaki     | 23     | +14.831      | 19   | 6      |
| 11  | 99 | Fabien Foret         | Honda        | 23     | +15.636      | 10   | 5      |
| 12  | 7  | Pere Riba            | Honda        | 23     | +15.886      | 6    | 4      |
| 13  | 14 | Christophe Cogan     | Yamaha       | 23     | +20.807      | 13   | 3      |
| 14  | 6  | Iain MacPherson      | Kawasaki     | 23     | +23.804      | 16   | 2      |
| 15  | 88 | Scott Smart          | Suzuki       | 23     | +32.000      | 20   | 1      |
| 16  | 18 | Cristiano Migliorati | Honda        | 23     | +32.041      | 25   |        |
| 17  | 23 | Dean Thomas          | Ducati       | 23     | +33.080      | 18   |        |
| 18  | 31 | Vittorio Iannuzzo    | Suzuki       | 23     | +35.997      | 17   |        |
| 19  | 45 | Matt Llewellyn       | Yamaha       | 23     | +43.702      | 22   |        |
| 20  | 24 | Adam Fergusson       | Honda        | 23     | +49.971      | 23   |        |
| 21  | 17 | Ivan Clementi        | Yamaha       | 23     | +51.164      | 27   |        |
| 22  | 28 | Sébastien Le Grelle  | Honda        | 23     | +53.016      | 30   |        |
| 23  | 25 | Markus Barth         | Honda        | 23     | +1:00.342    | 28   |        |
| 24  | 40 | Shannon Johnson      | Honda        | 23     | +1:02.409    | 32   |        |
| 25  | 65 | Jan Hanson           | Yamaha       | 23     | +1:10.543    | 29   |        |
| DNF | 22 | Vittoriano Guareschi | Ducati       | 6      | Uitgevallen  | 1    |        |
| DNF | 21 | Chris Vermeulen      | Honda        | 5      | Uitgevallen  | 26   |        |
| DNF | 71 | Davide Bulega        | Yamaha       | 5      | Uitgevallen  | 33   |        |
| DNF | 16 | Christer Lindholm    | Yamaha       | 1      | Uitgevallen  | 21   |        |
| DNF | 19 | Agustín Escobar      | Yamaha       | 1      | Uitgevallen  | 31   |        |
| DNF | 15 | Werner Daemen        | Yamaha       | 0      | Ongeluk      | 15   |        |
| DNF | 35 | Stefano Cruciani     | Yamaha       | 0      | Ongeluk      | 9    |        |
| DNF | 4  | Christian Kellner    | Yamaha       | 0      | Ongeluk      | 24   |        |
| DNS | 72 | Dennis Hobbs         | Yamaha       | 0      | Niet gestart |      |        |

## Tussenstanden na wedstrijd

### Superbike
| Pos | Nr  | Rijder              | Team    | Punten |
| --- | --- | ------------------- | ------- | ------ |
| 1   | 21  | Troy Bayliss        | Ducati  | 160    |
| 2   | 3   | Troy Corser         | Aprilia | 143    |
| 3   | 1   | Colin Edwards       | Honda   | 141    |
| 4   | 4   | Pierfrancesco Chili | Suzuki  | 119    |
| 5   | 100 | Neil Hodgson        | Ducati  | 103    |

### Supersport
| Pos | Nr | Rijder          | Team     | Punten |
| --- | -- | --------------- | -------- | ------ |
| 1   | 2  | Paolo Casoli    | Yamaha   | 83     |
| 2   | 5  | Karl Muggeridge | Suzuki   | 57     |
| 3   | 11 | Kevin Curtain   | Honda    | 56     |
| 4   | 8  | Andrew Pitt     | Kawasaki | 56     |
| 5   | 1  | Jörg Teuchert   | Yamaha   | 54     |

1988 · 1989 · 1990 · 1991 · 1992 · 1993 · 1994 (I) · 1994 (II) · 1995 · 1996 · 1997 · 1998 · 1999 · 2000 · 2001 · 2007 · 2008 · 2009 · 2011 · 2012 · 2013 · 2014 · 2015 · 2016 · 2017 · 2018 · 2019 · 2021 · 2022 · 2023 · 2024 · 2025